# (3915) Fukushima
Pour les articles homonymes, voir Fukushima.
(3915) Fukushima est un astéroïde de la ceinture principale.

## Description
(3915) Fukushima est un astéroïde de la ceinture principale. Il fut découvert par Kazurō Watanabe et Masayuki Yanai le 15 août 1988 à Kitami. Il présente une orbite caractérisée par un demi-grand axe de 2,43 UA, une excentricité de 0,041 et une inclinaison de 14,43° par rapport à l'écliptique.
Il fut nommé en l'honneur de Hisao Fukushima (1910-), professeur à l'Université d'Hokkaido et astronome amateur.

## Compléments